# Trichocorixa verticalis
Trichocorixa verticalis är en insektsart som först beskrevs av Franz Xaver Fieber 1851.  Trichocorixa verticalis ingår i släktet Trichocorixa och familjen buksimmare.

## Underarter
Arten delas in i följande underarter:
- T. v. verticalis
- T. v. sellaris
- T. v. californica
- T. v. saltoni
- T. v. interiores
- T. v. fenestrata